# Draga, Škofja Loka
Draga este o localitate din comuna Škofja Loka, Slovenia, cu o populație de 118 locuitori.